# Međuljići
Međuljići (cyr. Међуљићи) – wieś w Bośni i Hercegowinie, w Republice Serbskiej, w gminie Gacko. W 2013 roku liczyła 9 mieszkańców.